# Channel Definition Format
Das Channel Definition Format (CDF) ist ein XML-Standard, der im Zusammenhang mit den von Microsoft entworfenen Technologien Active Channel und Offlinefavoriten (engl. Offline Favorites) verwendet wird. Er dient der Strukturierung des Inhaltes von Websites. Der Standard ist in gewisser Weise dem RSS-Standard ähnlich, der von Netscape einige Jahre nach dem Erscheinen von CDF (im Jahre 1997) entwickelt wurde. Der Standard und die Active Channels wurden mit dem Erscheinen des Internet Explorers 4.0 eingeführt. Offlinefavoriten wurden mit Version 5.0 eingeführt. Mit dem Erscheinen des Internet Explorers 7 wurde der Standard zugunsten von RSS wieder fallen gelassen.
Active Channels ermöglichen dem Benutzer, Websites auf seinem Desktop aufzulisten und zu synchronisieren. Offlinefavoriten erlauben ebenso wie Channels, die Webseiten aus dem Cache abzurufen.
Im Gegensatz zu RSS wurde die Idee der Active Channels jedoch nicht in großem Maße akzeptiert, und sie werden nur vereinzelt eingesetzt.

## Beispiel
Eine gewöhnliche CDF-Datei:
```
<?xml version="1.0" encoding="UTF-8"?>

<CHANNEL
 
HREF=
"http://domain/folder/pageOne.extension"

  
BASE=
"http://domain/folder/"

  
LASTMOD=
"1998-11-05T22:12"

  
PRECACHE=
"YES"

  
LEVEL=
"0"
>

    
<TITLE>
Title
 
of
 
your
 
Channel
</TITLE>

    
<ABSTRACT>
Synopsis
 
of
 
your
 
channel's
 
contents.
</ABSTRACT>

    
<SCHEDULE>

      
<INTERVALTIME
 
DAY=
"14"
/>

    
</SCHEDULE>

    
<LOGO
 
HREF=
"wideChannelLogo.gif"
 
STYLE=
"IMAGE-WIDE"
/>

    
<LOGO
 
HREF=
"imageChannelLogo.gif"
 
STYLE=
"IMAGE"
/>

    
<LOGO
 
HREF=
"iconChannelLogo.gif"
 
STYLE=
"ICON"
/>

    
<ITEM
 
HREF=
"pageTwo.extension"

      
LASTMOD=
"1998-11-05T22:12"

      
PRECACHE=
"YES"

      
LEVEL=
"1"
>

        
<TITLE>
Page
 
Two's
 
Title
</TITLE>

        
<ABSTRACT>
Synopsis
 
of
 
Page
 
Two's
 
contents.
</ABSTRACT>

        
<LOGO
 
HREF=
"pageTwoLogo.gif"
 
STYLE=
"IMAGE"
/>

        
<LOGO
 
HREF=
"pageTwoLogo.gif"
 
STYLE=
"ICON"
/>

    
</ITEM>

</CHANNEL>

```